# Йооп ван Оостером
Йооп ван Оостером (нід. Joop van Oosterom, 12 грудня 1937 року, Хілверсюм — † 22 жовтня 2016, Монако) — нідерландський шахіст, мільярдер. Один з організаторів Amber chess tournament.
Ван Оостером переніс інсульт кілька років тому, проте зміг перемогти в чемпіонаті світу ІКЧФ і стати 18-м чемпіоном світу. Кілька років після того, йому вдалося вдруге завоювати цей титул і стати 21-м чемпіоном світу з шахів за листуванням.

## Біографія
В 1955 році ван Оостером переміг в юнацькому чемпіонаті в Нідерландах, а в 1960 на студентському чемпіонаті серед студентів виграв 7 з 13 партій. Проте, замість того, щоб серйозно зайнятися шаховою кар'єрою, Йооп ван Оостером заснував у 1966 році комп'ютерну фірму Volmac і захопився бізнесом. З тих пір, як він продав компанію у 1988 році, ван Оостером увійшов у десятку найбагатших голландців.